# 朱娜·巴恩斯
朱娜·巴恩斯（Djuna Barnes，1892年6月12日—1982年6月18日）是一位美国作家和艺术家，以她的小说《夜林》（Nightwood，1936年）而闻名，它是女同性戀文學的邪典经典，也是现代主义文学的重要作品。
1913年，巴恩斯开始了自己的职业生涯，担任《布鲁克林鹰报》的自由记者和插图画家。到1914年初，巴恩斯已经是一位备受追捧的记者，采访者和插画家，她的作品出现在该市的主要报纸和期刊上。后来，巴恩斯的才华和与杰出的格林尼治村波希米亚人的联系使她有机会在先锋文学期刊和流行杂志上发表她的散文，诗歌，插图和单人戏剧，并出版了一本图画诗集《The Book of Repulsive Women》（1915年）。
1921年，《McCall’s》杂志的一个利润丰厚的委员会将巴恩斯派到巴黎，在那里她生活了十年。在这一时期，她出版了《A Book》（1923年），是一本诗歌、戏剧和短篇小说集，后来又重新发行，增加了三个故事：《A Night Among the Horses》（1929年），《Ladies Almanack》（1928年）和《Ryder》（1928年）。
在20世纪30年代，巴恩斯在英国，巴黎，纽约和北非生活了一段时间。正是在这段不安分的时间里，她编写并出版了《夜林》。1939年10月，近二十年大部分时间在欧洲生活的巴恩斯回到了纽约。她于1958年出版了她的最后一部重要作品，即诗歌剧《The Antiphon》。巴恩斯于1982年6月在格林尼治村Patchin Place的公寓里去世。

## 生活和写作

### 早年生活（1892年–1912年）
巴恩斯出生在纽约康沃尔郡哈德森附近的风暴山上的小木屋里。她的祖母扎德尔·巴恩斯是一位作家，记者和女性參政權活动家，曾经主持过一个有影响力的文学沙龙。她的父亲Wald Barnes是一位不成功的作曲家，音乐家和画家。巴恩斯的父亲是多配偶制的倡导者，他于1889年与巴恩斯的母亲伊丽莎白结婚；在1897年，巴恩斯五岁的时候，父亲的情妇Fanny Clark就搬来和他们住在一起。巴恩斯的父亲有八个孩子，但他并未努力在经济上提供支持。祖母扎德尔相信她的儿子是一个被误解的艺术天才，她竭力为全家提供帮助，通过给朋友和熟人写乞信来补充她的收入。
作为排行第二的孩子，巴恩斯在童年时期大部分时间都在帮助照顾亲兄弟姐妹和同父异母的兄弟姐妹。她在家里接受了她的父亲和祖母的早期教育，祖母教她写作，艺术和音乐，但忽略了数学和拼写等科目。她声称根本没有接受过正规学校教育，但一些证据表明她在十岁以后在公立学校学习过一段时间，尽管她的出勤情况不一致。
在她16岁的时候，她可能是在父亲知情的情况下被邻居强奸，或者可能是被她父亲强奸。然而，这些传言都未经过巴恩斯的证实，谁也没能完成她的自传。众所周知，直到巴恩斯的父亲在1934去世前他们之前都有通信。在她18岁生日前不久，她不情愿地在一个没有神职人员的私人仪式上“嫁给”Fanny Clark52岁的兄弟Percy Faulkner。这次结合得到了她父亲，祖母，母亲和兄弟的大力支持，但她和他在一起的时间不超过两个月。

### 纽约市（1912年–1921年）
1912年，面临财务危机的巴恩斯家族分崩离析。母亲伊丽莎白和巴恩斯以及她的三个兄弟一起搬到了纽约市，然后向巴恩斯的父亲Wald提出离婚，让Wald能够和Fanny Clark结婚。这次搬家给了巴恩斯第一次正式学习艺术的机会；1912年到1913年她在普瑞特藝術學院学习了大约六个月，1915年到1916年则在紐約藝術學生聯盟学习。但是由于要养家，她选择离开学校，到《布鲁克林鹰报》担任记者。在到报社时，巴恩斯宣称，“我会画画和写作，你不雇用我就是个傻瓜”，这些字样现刻在布鲁克林博物馆内。
在接下来的几年里，她的作品几乎出现在纽约的每一家报纸上，包括《The New York Press》、《世界》和《McCall’s》；她写过采访、戏剧评论和各种新闻故事，经常用自己的画来说明这些故事。她还在一些报纸上发表过短篇小说。

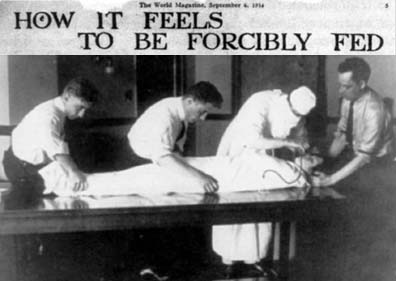
《世界》杂志1914年9月6日剪辑

巴恩斯的许多新闻都是主观的和经验性的。她写过一篇关于詹姆斯·乔伊斯的谈话，承认错过了他说的部分内容，因为她的注意力一直在徘徊，尽管她崇敬乔伊斯的作品。1914年10月《纽约世界杂志》刊登了《女孩与大猩猩》，她与布朗克斯动物园的一只雌性大猩猩Dinah进行了对话。
在另一篇1914年《纽约世界杂志》的文章中，她写到强迫喂食这种手段被用于絕食的妇女参政论者。巴恩斯反对保守派选举积极分子卡丽·查普曼·卡特，支持进步的女权主义者。她认为卡丽·查普曼·卡特的保守主义是选举权运动的一个障碍，卡特试图排斥那些支持妇女参政的艾麗斯·保羅和露西·伯恩，后者通过媒体关注她们的罢工和非暴力抗议来寻求妇女的投票权。正是他们的虐待促使巴恩斯亲自体验被强迫喂食的折磨。
巴恩斯经常处在危险的境地中，以便体验上一代的家庭妇女被拒绝的经历。巴恩斯写过属于传统男性领域的拳击场，探索拳击作为女性现代身份的窗口。1914年，她首次在《纽约世界杂志》上发表题为《我和姐妹在纽约职业拳击大战》的文章中提出了“妇女在战斗中想要什么？”的问题。根据艾琳·加默尔的说法，“巴恩斯的文章有效地揭开了整个压抑女性的文化历史”。巴恩斯对拳击的兴趣持续到1915年，当时她采访了重量级冠军杰西·威拉德。

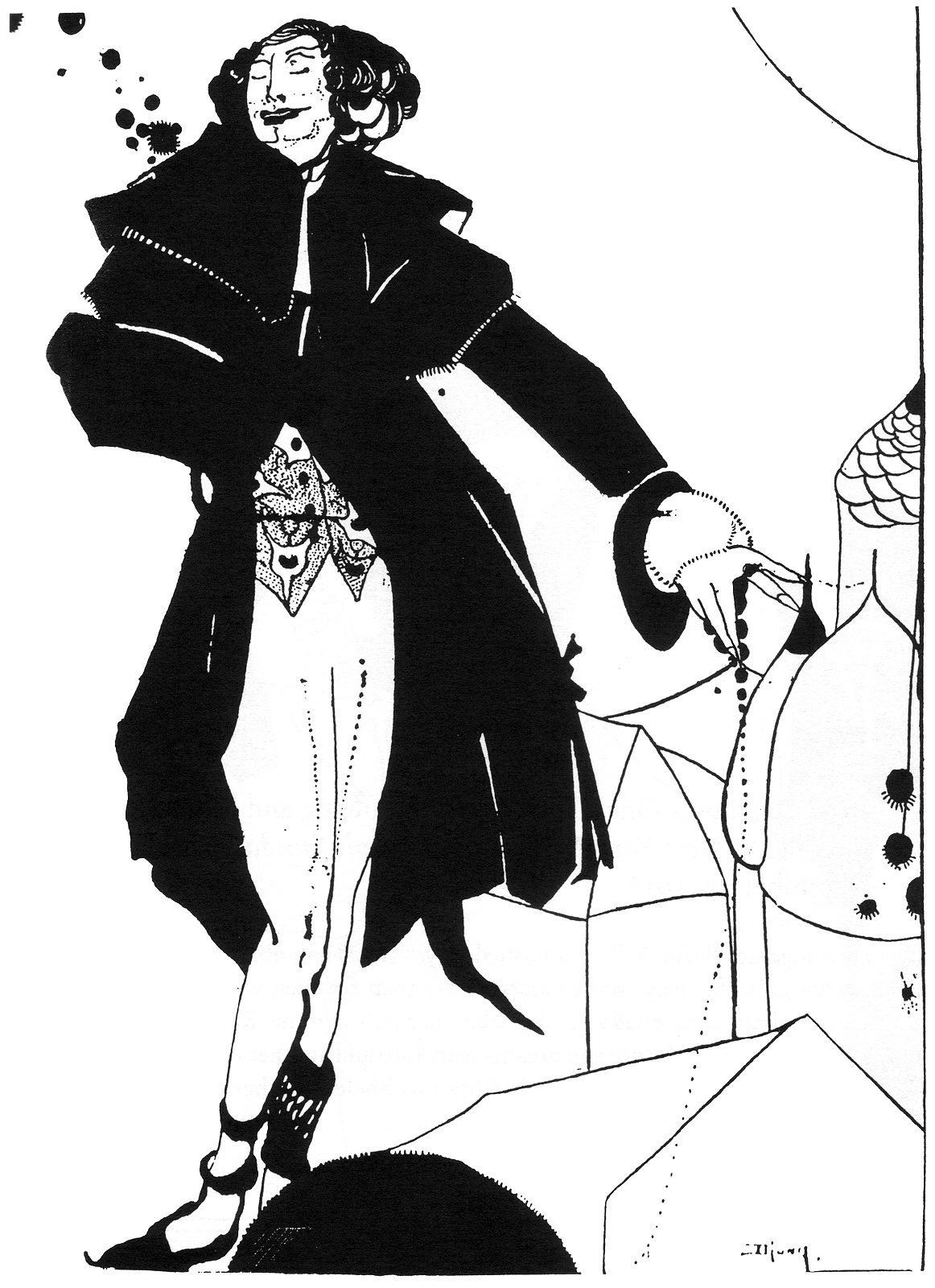
巴恩斯1916年的文章“村民如何自娱自乐”的配图讽刺格林尼治村居民

1915年，巴恩斯从她家的公寓搬到格林尼治村的一间公寓，在那里她进入了一个蓬勃发展的波希米亞主義艺术家和作家社区。在她的社交圈子中有埃德蒙·威尔逊，贝伦尼斯·阿博特和达达主义艺术家兼诗人Elsa von Freytag-Loringhoven，巴恩斯试图给他写传记但未完成。她认识了企业家吉多·布鲁诺，布鲁诺以不择手段著称，经常被指控利用格林尼治村居民牟取暴利，他曾向游客收取参观波希米亚涂料的费用，但他是审查制度的强烈反对者，并愿意冒着被起诉的风险出版巴恩斯的1915年的《节奏与图画》。尽管在第一首诗中描写了女人之间的性，但这本书从来没有受到法律的挑战；现在这段话似乎很明确，但在美国文化中女同性戀几乎不可见的时代，纽约禁止恶习协会可能不理解它的形象。其他人并不那么天真，布鲁诺能够通过将价格从15美分提高到50美分并将差价收入囊中来提高这本书的声誉。二十年后，巴恩斯把他写入《夜林》中，讽刺了他对贵族的自尊心，以及他在任何重要人物面前鞠躬的习惯。

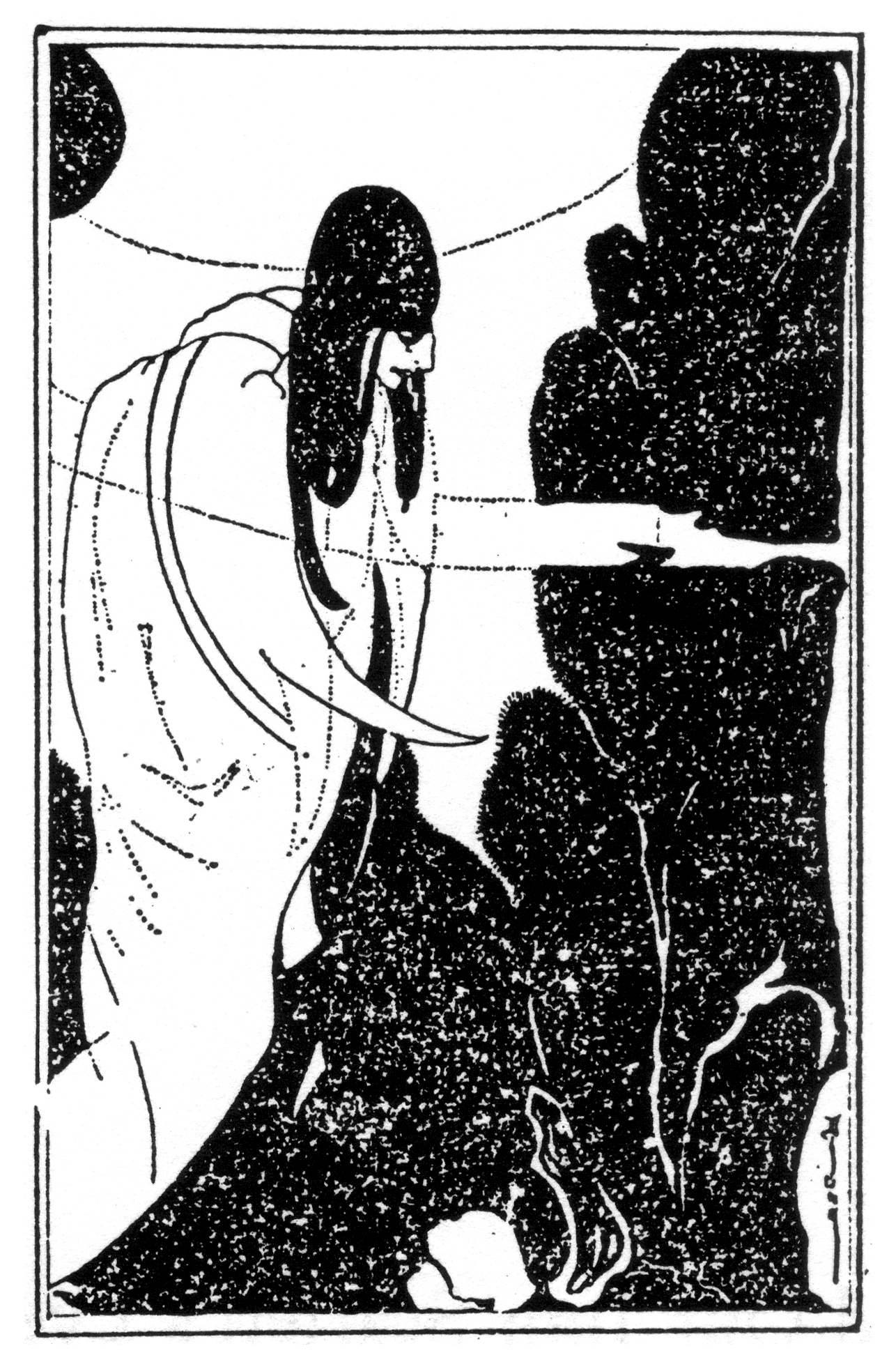
巴恩斯为约翰·沁孤作品画的插图

巴恩斯是Provincetown Players的成员，这是一个强调艺术而不是商业成功的业余戏剧集体，与她自己的价值观相吻合。他们在格林尼治村的剧院是一个改建的马场，有长凳座位和一个小舞台。然而，它在美国戏剧的发展中发挥了重要作用，以演出苏珊·格拉斯佩尔，埃德娜·聖文森特·米萊，华莱士·史蒂文斯和西奥多·德莱赛的作品为特色，同时也开创了尤金·奥尼尔的事业。在1919和1920年间，巴恩斯在那里制作了三部独幕戏剧，第四部《The Dove》，在1925年在史密斯学院首映，并在杂志上发表了一系列简短的案头戏，一些是巴恩斯用笔名Lydia Steptoe的名义下出版。
这些戏剧表现出爱尔兰剧作家约翰·沁孤对巴恩斯的强大影响力，她被他语言的诗意和视觉悲观主义所影响。批评者发现它们仅是衍生作品，特别是巴恩斯曾试图模仿约翰·沁孤的爱尔兰方言，而巴恩斯也同意这点，因为在后来的几年里她把这几部作品只当做年轻时的幼稚作品。然而，在这些内容中，这些风格化和神秘的早期戏剧比Provincetown的其他剧作家更具实验性。
1910年代的格林尼治村以其性和思想自由的氛围著称。巴恩斯在村民中不同寻常，因为她的祖母和父亲都支持自由恋爱主义的哲学。她父亲支持无限生育，她则强烈反对；对生育的批评将成为她作品中的一个主题。然而，她确实将性自由视为一种价值。在1930年代，她告诉Antonia White“她对性没有任何负罪感，会和她想要的任何男人或女人上床”。通信表明，她21岁时她家已经很清楚她是双性恋，她在格林尼治村的几年里与男女都有过许多恋情。

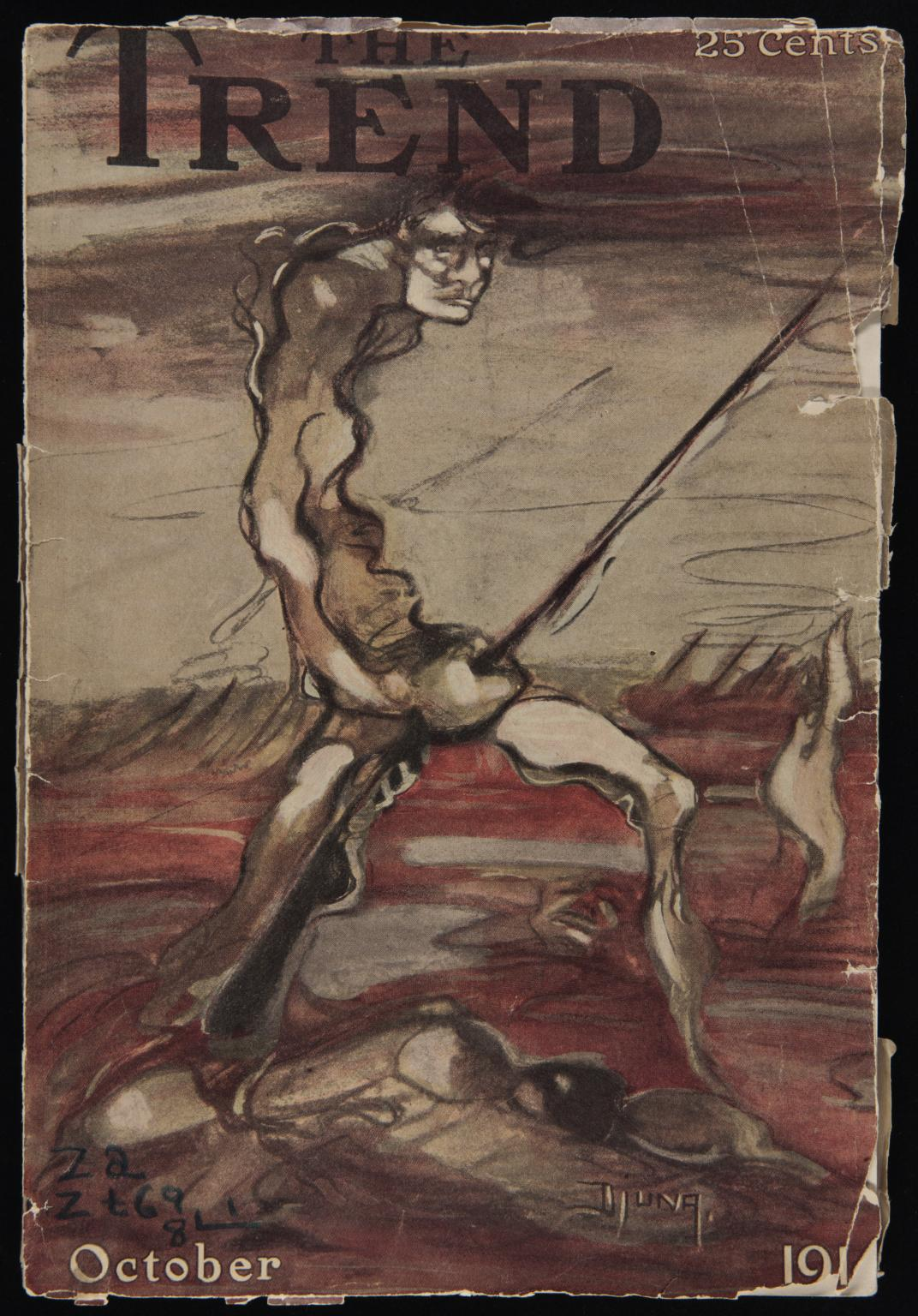
《The Trend》杂志封面插图，由朱娜·巴恩斯绘制，1914年10月。

她与恩斯特·汉夫斯坦格尔曾经订婚，后者是哈佛大学毕业生，经营着家族艺术出版社的美国分公司，曾在白宫举办过钢琴音乐会，当时是纽约州参议员富兰克林·德拉诺·罗斯福的朋友，但他在第一次世界大战期间对美国的反德情绪越来越感到愤怒。1916年，他告诉巴恩斯他想要一个德国妻子，他们痛苦的分手后来为巴恩斯的小说《夜林》提供了灵感。后来他回到德国并成为阿道夫·希特勒的亲密伙伴。从1916年或1917年开始，她与一位名叫Courtenay Lemon的社会主义哲学家和评论家一起生活，她称他为她的普通法丈夫，但由于未知的原因，这段感情也结束了。她还与《New York Press》的记者，Provincetown Players成员玛丽·派恩有段浪漫关系，恋情持续到1919年派恩因结核病去世。

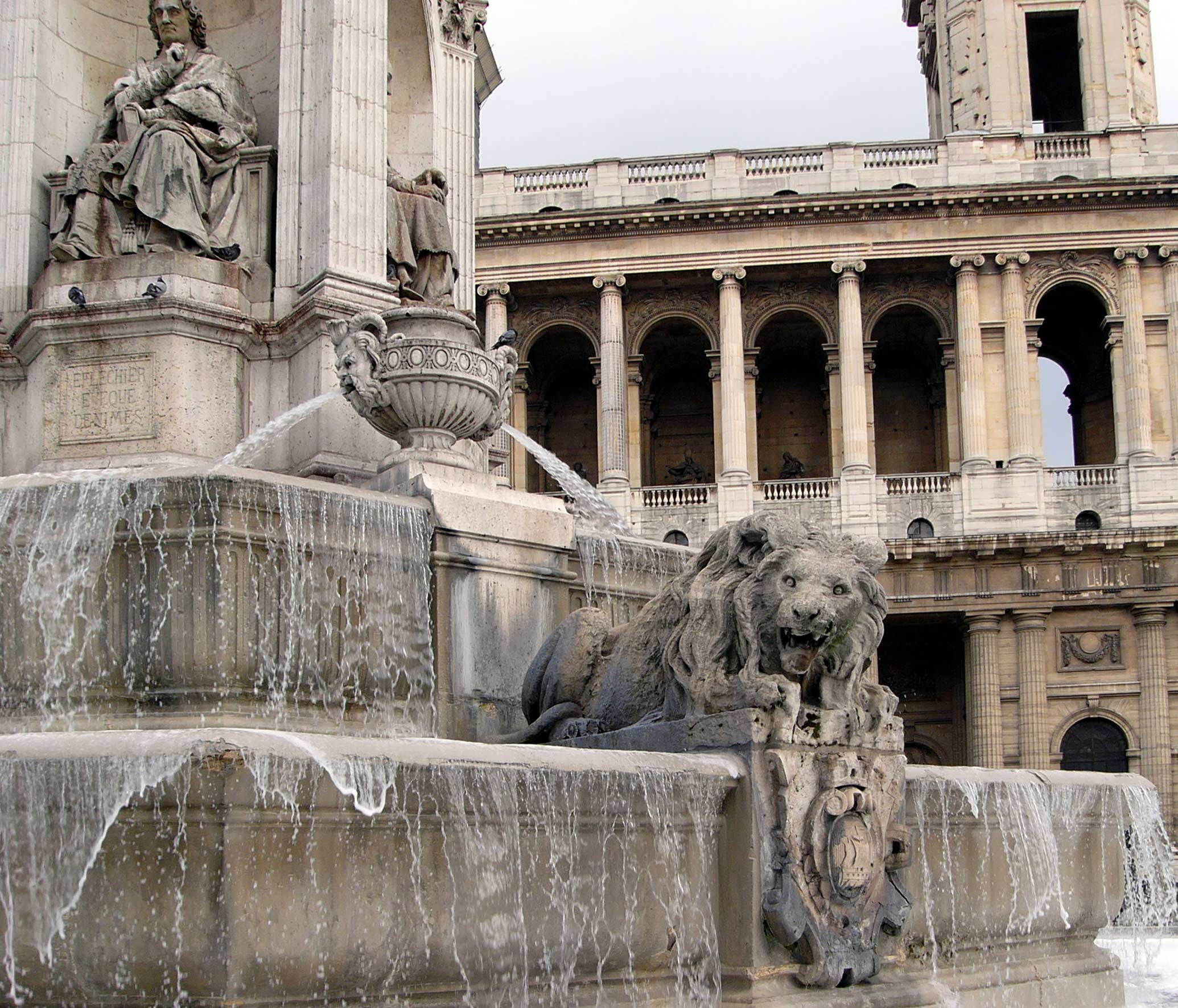
位于巴黎圣叙尔比斯广场的四位主教的喷泉，是《夜林》的重要地点

### 巴黎（1921年–1930年）
1920年代，巴黎是現代主義艺术和文学的中心。巴恩斯因《McCall’s》的任务于1921年首次前往巴黎。她采访了美国期刊的侨民作家和艺术家，很快成为当地知名人物；在当时的许多回忆录中都提到她的黑色斗篷和她尖酸的机智。甚至在她的第一部小说出版之前，她的文学名声已经很高了，主要是凭借她的故事《A Night Among the Horses》的力量，该故事发表在《The Little Review》上，并在1923年的《A Book》中重印。巴恩斯进入了有影响力的沙龙女主人娜塔莉·克利福德·巴尼的圈子，后者成为她终身的朋友和赞助人，以及她的巴黎女同性恋生活讽刺编年史《Ladies Almanack》中的中心人物。巴恩斯在巴黎时最重要的恋情是和艺术家塞尔玛·伍德。伍德是一位土生土长的堪薩斯州人，到巴黎希望成为雕塑家，但在巴恩斯的建议下，她开始采用银点制作动物和植物画。到了1922年冬天，她们一起在圣日耳曼大道的一个公寓里建立家庭。在此期间发展起来的另一段亲密友谊是与达达艺术家Baroness Elsa von Freytag-Loringhoven，巴恩斯于1923年开始与她密集通信。巴黎的巴恩斯用金钱，服装和杂志为在柏林Baroness Elsa von Freytag-Loringhoven提供支持。她还收集了Baroness Elsa von Freytag-Loringhoven的诗歌和信件。

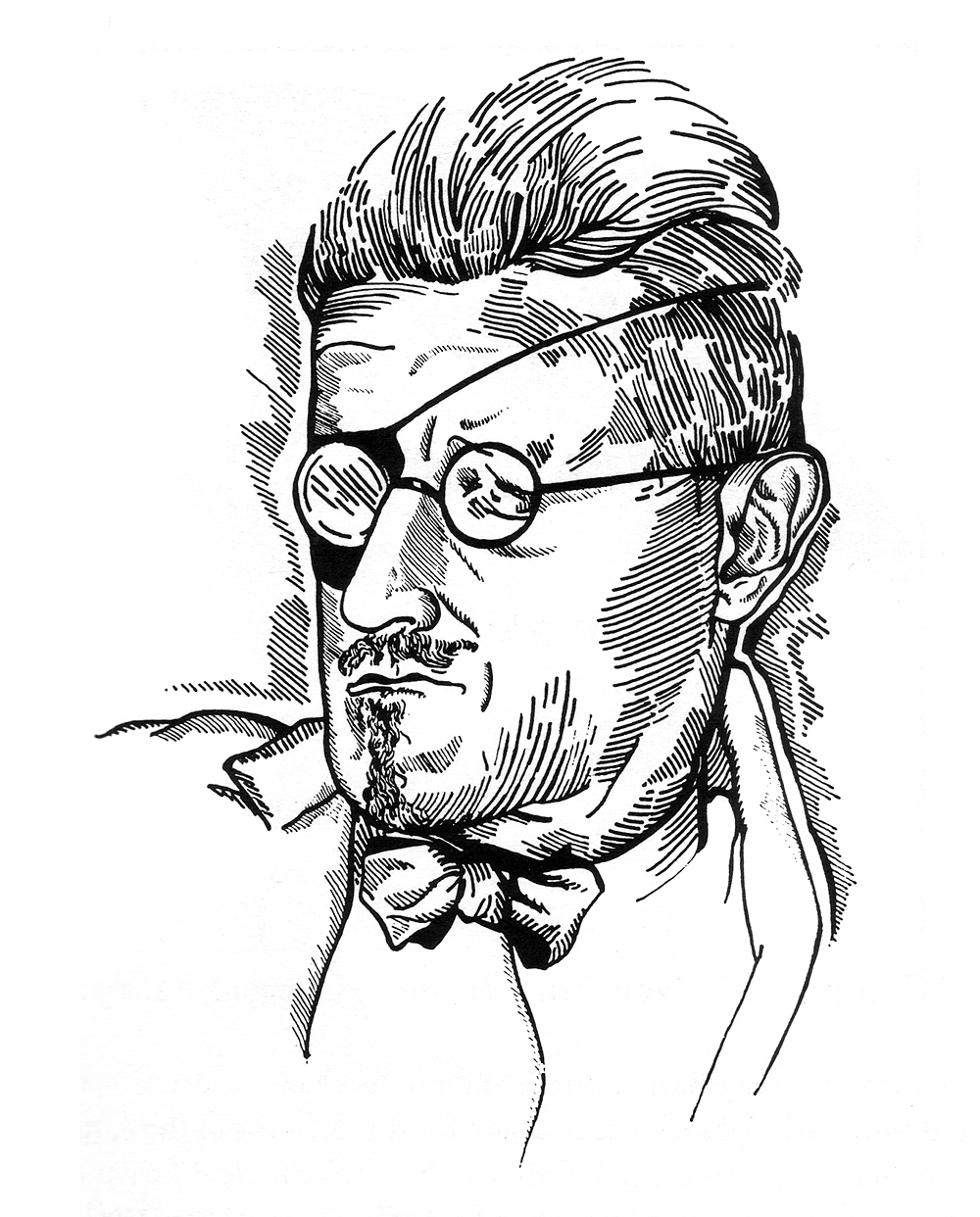
巴恩斯为《名利场》画的插图，1922年对詹姆斯·乔伊斯的采访

巴恩斯带着詹姆斯·乔伊斯的介绍信来到巴黎，她曾为《名利场》采访他并成为了朋友。也许是读过乔伊斯的书，这才使得巴恩斯从19世纪末的作品的頹廢主義運動和美学影响转向了她后期作品的现代主义实验。然而，他们对文学主题的选择却有所不同；乔伊斯认为作家应该专注于普通的主题并使它们变得非凡，而巴恩斯总是被不寻常的，甚至是怪诞的主题所吸引。
她的第一部自传体小说《Ryder》成为《纽约时报》的畅销书。它的受欢迎程度让出版商措手不及；3000本的第一版迅速售罄，但当更多的版本进入书店时，公众对这本书的兴趣已经消失。尽管如此，这一进步还是让巴恩斯在圣罗曼街购买了一套新公寓，并于1927年9月开始与塞尔玛·伍德住在一起。由于主题的问题，《Ladies Almanack》只能作为一本小型私人印刷版本出版，并以笔名笔名“A Lady of Fashion.”署名。巴恩斯和她的朋友们在巴黎的街头卖出这些书，并设法将一些偷运到美国卖掉。
巴恩斯将《Ryder》和《Ladies Almanack》献给了塞尔玛·伍德，但这两本书的出版时间都是1928年 - 也是她和伍德分开的那一年。巴恩斯希望她们的关系是单配偶制，但却发现伍德却不这么想。伍德对酒精的依赖程度越来越高，她整晚都在喝酒并寻找偶然的性伴侣；巴恩斯会在咖啡馆里寻找她，她经常和朋友一起喝醉。巴恩斯因为与女继承人Henriette McCrea Metcalf（1888年-1981年）的牵连而与伍德分手，后者将在《夜林》中被刻画为Jenny Petherbridge。

### 1930年代
《夜林》大部分写于1932年和1933年的夏天，巴恩斯此时住在艺术赞助人佩姬·古根漢在德文郡的乡村庄园。庄园的嘉宾包括安东尼亚·怀特，约翰·费拉尔·霍姆斯以及小说家和诗人艾米莉·科尔曼。在其庄园的绰号为“宿醉厅”的庄园里，经常会举办一场名为Truth的派对游戏。艾米莉·科尔曼帮助《夜林》这本书于1936年出版，尽管评论将其视为重要的艺术作品，但这本书卖得不好。巴恩斯在1930年代发表了很少的新闻报道，并且在很大程度上依赖于佩姬·古根漢的财政支持。根据古根漢的说法，她经常生病并且喝得越来越多，几乎每天喝掉一瓶威士忌。1939年2月，她在伦敦的一家酒店办理入住并试图自杀。古根漢为她支付了医疗费用，但最终失去了耐心并将她送回纽约。在纽约她和她的母亲住在同一个房间，整晚都在咳嗽，继续读玛丽·贝克·艾迪的经文并皈依了基督科學教會。1940年3月，她的家人将她送到纽约州北部的一家疗养院。巴恩斯愤怒地开始计划写她的家庭传记，这个想法最终将在她的戏剧《The Antiphon》中实现。她回到纽约后，与母亲发生争吵，被扔到街上。

### 回到格林尼治村（1940年–1982年）

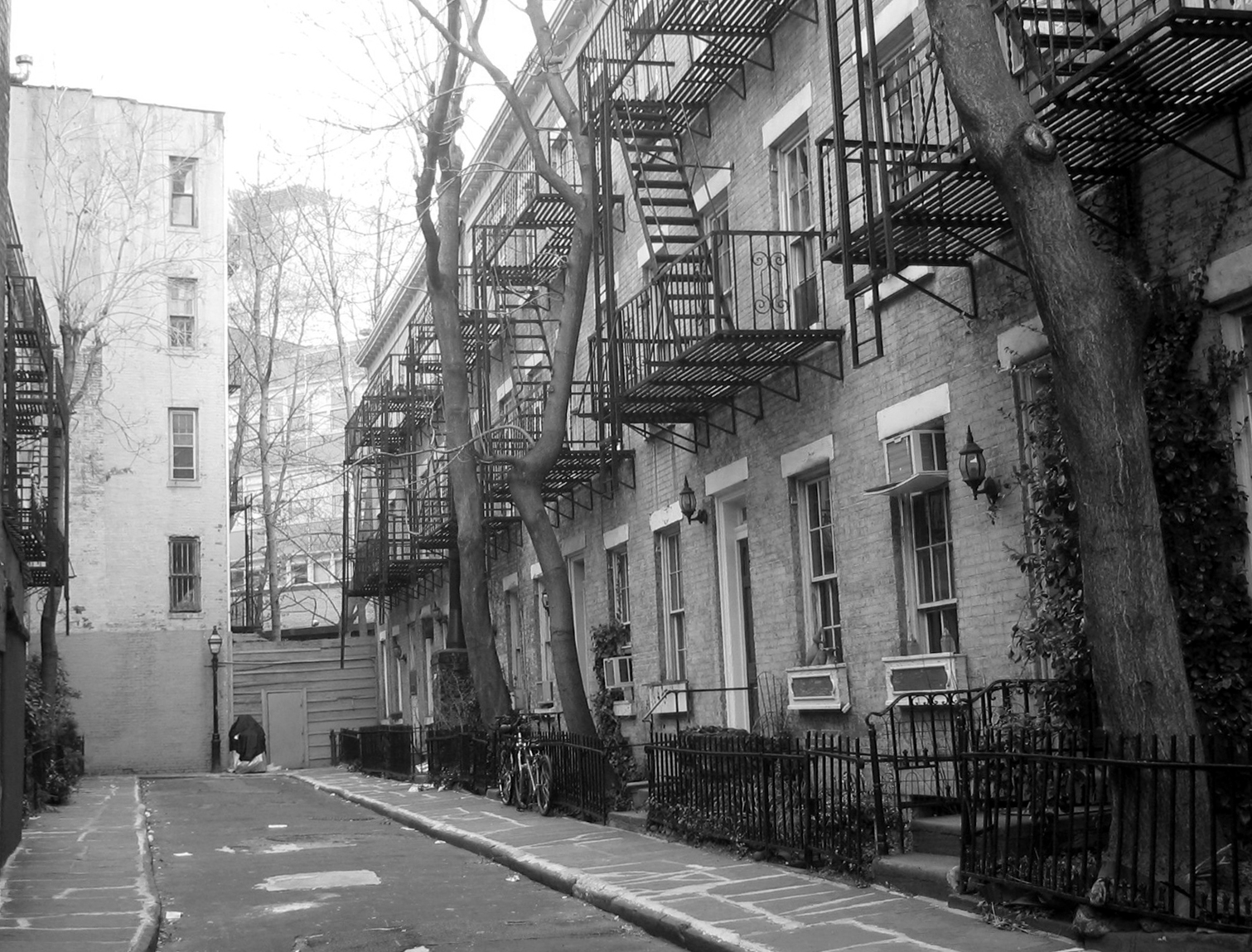
Patchin Place，巴恩斯住了42年

巴恩斯在亚利桑那州的一个工作牧场上与艾米莉·科尔曼和科尔曼的情人待了两个月。1940年9月搬进格林尼治村Patchin Place的小公寓，在那里度过了她生命中剩下的41年。整个1940年代，她继续喝酒，几乎没有写任何东西。尽管存在疑虑，古根漢还是为她提供了一笔小额津贴。而科尔曼每月给她20美元。1943年，佩姬·古根漢在纽约的《Exhibition by 31 Women》的展览展出巴恩斯的作品。1946年，她为亨利·霍尔特工作但很快就被解雇。
1950年，巴恩斯意识到酗酒使她不可能成为一名艺术家，因此停止饮酒以开始写她的诗歌戏剧《The Antiphon》。这出戏很大程度上依赖于她自己的家族历史，写作是由愤怒引发的；她说，“我咬牙切齿地写着《The Antiphon》，我注意到我的笔迹像匕首一样野蛮。”
在《The Antiphon》后她又重新开始写诗。尽管有越来越多的健康问题，她的关节炎严重到甚至坐在打字机前或打开台灯都很困难，但她每天仍然写作8小时。这些诗中的许多都没有定稿，只有少数能够出版。
在这段岁月中，巴恩斯成了一个隐士，住在街对面的E·E·卡明斯会定期检查她的窗户确定她是否还活着。伯莎·哈里斯在她的邮箱里放了玫瑰花，但从未成功地见过她；卡森·麦卡勒斯在她的门阶上安营扎寨，但巴恩斯只喊了一声：“谁在敲响这只钟，请滚开。”阿内丝·尼恩是她作品的忠实粉丝。她多次写信给巴恩斯邀请她参加一本关于女性写作的期刊，但没有收到回复。巴恩斯仍然对尼恩表示蔑视，过马路会避开她。巴恩斯很生气尼恩将角色命名为朱娜（Djuna），当女权主义书店Djuna Books在格林尼治村开张时，巴恩斯呼吁要求更改名称。
尽管巴恩斯还有其他女性恋人，但在她晚年，她却声称“我不是女同性恋者；我只是喜欢塞尔玛。”
巴恩斯于1961年入选美国艺术暨文学学会并于1981年被国家艺术基金会授予高级奖学金。
巴恩斯是第一代英语现代主义者中最后一位幸存的成员，她于1982年6月18日在她90岁生日六天后在纽约的家中去世。

## 遗产
巴恩斯影响了杜鲁门·卡波特，威廉·戈恩，凱倫·白烈森，约翰·霍克斯，伯莎·哈里斯，狄兰·托马斯，大卫·福斯特·华莱士和阿内丝·尼恩。作家伯莎·哈里斯把她的作品描述为自从莎孚以来“实际上是现代西方世界中女同性恋文化的唯一有效表达”。

## 影视形象
2011年伍迪·艾伦电影《午夜巴黎》中有巴恩斯的形象短暂出现。

## 主要作品
- The Book of Repulsive Women: 8 Rhythms and 5 Drawings （页面存档备份，存于） New York: Guido Bruno, 1915.
- A Book (1923) – revised versions published as:
  - A Night Among the Horses (1929)
  - Spillway (1962)
- Ryder（英语：Ryder (novel)） (1928)
- Ladies Almanack（英语：Ladies Almanack） (1928)
- Nightwood (1936)
- The Antiphon（英语：The Antiphon） (1958)
- Selected Works (1962) – Spillway, Nightwood, and a revised version of The Antiphon
- Vagaries Malicieux: Two Stories (1974) – unauthorized publication
- Creatures in an Alphabet (1982)
- Smoke and Other Early Stories (1982)
- I Could Never Be Lonely without a Husband: Interviews by Djuna Barnes (1987) – ed. A. Barry
- New York (1989) – journalism
- At the Roots of the Stars: The Short Plays (1995)
- Collected Stories of Djuna Barnes (1996)
- Poe's Mother: Selected Drawings (1996) – ed. and with an introduction by Douglas Messerli（英语：Douglas Messerli）
- Discanto, poesie 1911–1982, Roma, Edizione del Giano, 2004 a cura di Maura Del Serra
- Collected Poems: With Notes Toward the Memoirs (2005) – ed. Phillip Herring and Osias Stutman

## 延伸阅读

### 档案资源
- Djuna Barnes Papers （页面存档备份，存于） (102 linear ft.) are housed at the Hornbake Library（英语：University of Maryland Libraries） at the University of Maryland
- Barnes Family Papers (13 linear ft.) are housed at the Hornbake Library（英语：University of Maryland Libraries） at the University of Maryland

### 作品在线
- 《The Book of Repulsive Women》 （页面存档备份，存于） 在 女作家庆典 （页面存档备份，存于）
- 《Helen Westley的自白 （页面存档备份，存于）》 — 一个采访
- 巴恩斯和巴恩斯的采访集 （页面存档备份，存于）
- "What Do You See, Madam? （页面存档备份，存于）" — 巴恩斯早期报纸短篇小说之一
- 來自朱娜·巴恩斯的LibriVox公共領域有聲讀物